# Cycloprop-2-encarbonsäure
Cycloprop-2-encarbonsäure ist ein Pilzgift, das in der Pilzart Nisekurohatsu (Russula subnigricans) gefunden wurde.
Nach Verzehr von Cycloprop-2-encarbonsäure-haltigen Pilzen kann eine Rhabdomyolyse auftreten. Die orale letale Dosis in Mäusen liegt bei 2,5 mg/kg. Daneben steigt die Enzymaktivität der Kreatin-Phosphokinase. Nach Polymerisation der Cycloprop-2-encarbonsäure durch eine En-Reaktion ist das Polymer nicht toxisch.